# Port olympique de Barcelone
Ne doit pas être confondu avec Port de Barcelone.
Port Olímpic de Barcelona
Le Port olympique de Barcelone (en catalan : Port Olímpic de Barcelona), est un port de plaisance de Barcelone construit à l'occasion des Jeux Olympiques d'été de 1992.
Le port est l'hôte de la Coupe de l'America en 2024.

## Présentation
Géré par la Mairie de Barcelone, le Port olympique est situé près du quartier de la Vila Olímpica del Poblenou, entre la plage du Somorrostro de La Barceloneta, au sud, et la plage de la Nova Icària de Sant Martí, au nord.
Le Port olympique est encadré par deux gratte-ciel iconiques des Jeux olympiques de 1992 qui font désormais partie du paysage urbain : la Tour Mapfre et l'Hôtel Arts. 
Il accueille également la célèbre sculpture contemporaine Le Poisson (en catalan :El Peix) de l'architecte Frank Gehry.